# Hans Heinrich Schaeder
Hans Heinrich Schaeder (* 31 de enero de 1896 en Gotinga; † 13 de marzo de 1957) fue un orientalista e iranologista alemán. Fue profesor en la Universidad de Berlín (desde 1931), y en la Universidad de Gotinga (1946-1957). Sus variados estudios incluyen diversos aspectos de las religiones e historia del pre-Irán islámico. Para varios problemas de Maniqueísmo, el ofreció diversas soluciones (Iranische Beiträge, 1930; Iranica, 1934).